# Franz Ferdinand (album)
Franz Ferdinand is het debuutalbum van de Schotse indierockband Franz Ferdinand. Het album kwam uit in februari 2004. Het album stormde de Britse hitlijsten in met een 3de plaats. Van dit album komen ook de bekende top10 singles "Take Me Out" en "The Dark of The Matinée" of "Matinée". Het album won de Mercury Music Prize van 2004.

## Nummers
1. "Jacqueline" - 3:49
2. "Tell Her Tonight" - 2:17
3. "Take Me Out" - 3:57
4. "The Dark of The Matinée" - 4:03
5. "Auf Achse" - 4:19
6. "Cheating On You" - 2:36
7. "This Fire" - 4:14
8. "Darts of Pleasure" - 2:59
9. "Michael" - 3:21
10. "Come On Home" - 3:46
11. "40'" - 3:24